# Teatro Francisco Javier Clavijero
El Teatro Francisco Javier Clavijero es un teatro encontrado en el centro histórico de la ciudad de Veracruz, México, catalogado como monumento histórico por la Dirección del Centro Histórico del Ayuntamiento de Veracruz. Fue proyectado en el año de 1900 y finalizado en 1902, por el ingeniero Salvador Echegaray y el arquitecto Ernesto Lattine. Recibe su hombre del insigne humanista veracruzano Francisco Javier Clavijero.

## Historia
El Teatro Francisco Javier Clavijero fue construido en reemplazo al Teatro Principal, construido en 1836 por el ingeniero Juan Dechelli, que a su vez sustituyó la antigua Casa de Comedias que ocupaba el mismo solar desde el siglo XVIII, el cual fue trágicamente destruido tras un incendio en el año 1900 a causa de un accidente provocado por una primitiva proyección cinematográfica.
Su construcción fue promovida de manera inmediata a la destrucción del edificio anterior por el gobernador del estado de Veracruz, Teodoro A. Dehesa, siendo atribuido en concurso público al ingeniero Salvador Echegaray y al arquitecto Ernesto Lattine, asimismo responsables de los edificios de la Aduana Marítima y de la Dirección General de Faros (actual Faro de Venustiano Carranza), las tres obras cumbre del importante conjunto arquitectónico de finales del siglo XIX en el puerto de Veracruz, promovidas durante el gobierno de Teodoro A. Dehesa con el apoyo del gobierno federal, encabezado por el general Porfirio Díaz.
Fue inaugurado el 10 de noviembre de 1902 bajo el nombre de Teatro Dehesa en honor a su promotor, presentándose una temporada de ópera bajo la dirección de L. Gaspar de Alba representada por la compañía de ópera italiana Siene-Lombardi.
En junio de 1906 acogió parte de la gira inicial del cineasta Salvador Toscano.
El 25 de junio de 1909 acogió el gran mitin del movimiento antirreeleccionista encabezado por Francisco I. Madero junto a Félix Fulgencio Palavicini, mismo que derivó en la fundación in situ del Club Antirreeleccionista de Veracruz.
En 1925 su nombre fue cambiado a Teatro Felipe Carrillo Puerto, en honor al caudillo revolucionario, y en 1948, tras una serie de reparaciones le fue dado el nombre de Teatro Principal, mismo que tuvo la construcción anterior de 1834.  
Tras décadas de fungir esencialmente como sala de cine, en 1968 fue cerrado para una remodelación comprendida en los dos años siguientes, siendo reinaugurado en el año de 1970 con el nombre de Teatro Francisco Javier Clavijero, en honor al insigne humanista veracruzano. 
Debido al mal estado en el que se encontraba por la falta de mantenimiento, de 1998 al año 2000 fue restaurado nuevamente bajo la dirección de la arquitecta Alicia Vargas. La reapertura del teatro ocurrió con una presentación de Chavela Vargas.
Actualmente se encuentra habilitado para obras de teatro, presentaciones musicales, de danza, y conferencias, contando con seiscientas cuarenta y cuatro localidades y foso para orquesta, acogiendo una nutrida y constante programación cultural.